# Blekot
Blekot (Aethusa L.) – rodzaj roślin z rodziny selerowatych. W większości współczesnych ujęć taksonomicznych jest to takson monotypowy z jednym gatunkiem – blekotem pospolitym (A. cynapium). Spośród wyodrębnianych w jego obrębie podgatunków jeden bywa podnoszony do rangi osobnego gatunku. Zasięg rodzaju obejmuje Europę, zachodnią Azję i północną Afrykę.

## Systematyka
Synonimy taksonomiczne
Cynapium Ruprecht, Wepferia Heister ex Fabricius
Pozycja systematyczna według APweb (aktualizowany system APG IV z 2016)
Rodzaj należący do podrodziny Apioideae Seemann, rodziny selerowatych (Apiaceae Lindl.), rzędu selerowców (Apiales Lindl.), kladu astrowych w obrębie okrytonasiennych.
Pozycja w systemie Reveala (1993-1999)
Gromada okrytonasienne (Magnoliophyta Cronquist), podgromada Magnoliophytina Frohne & U. Jensen ex Reveal, klasa Rosopsida Batsch, podklasa dereniowe (Cornidae Frohne & U. Jensen ex Reveal), nadrząd Aralianae Takht., rząd araliowce (Araliales Reveal), rodzina selerowate (Apiaceae Lindl.), rodzaj blekot.
Gatunki flory Polski
- blekot cienisty Aethusa cynapioides M. Bieb. ≡ Aethusa cynapium subsp. cynapioides (M.Bieb.) Nyman, A. cynapium subsp. elata Hoffm. ex Schübl. & G.Martens[4][10]
- blekot pospolity Aethusa cynapium L.